# Stymphalische Vögel

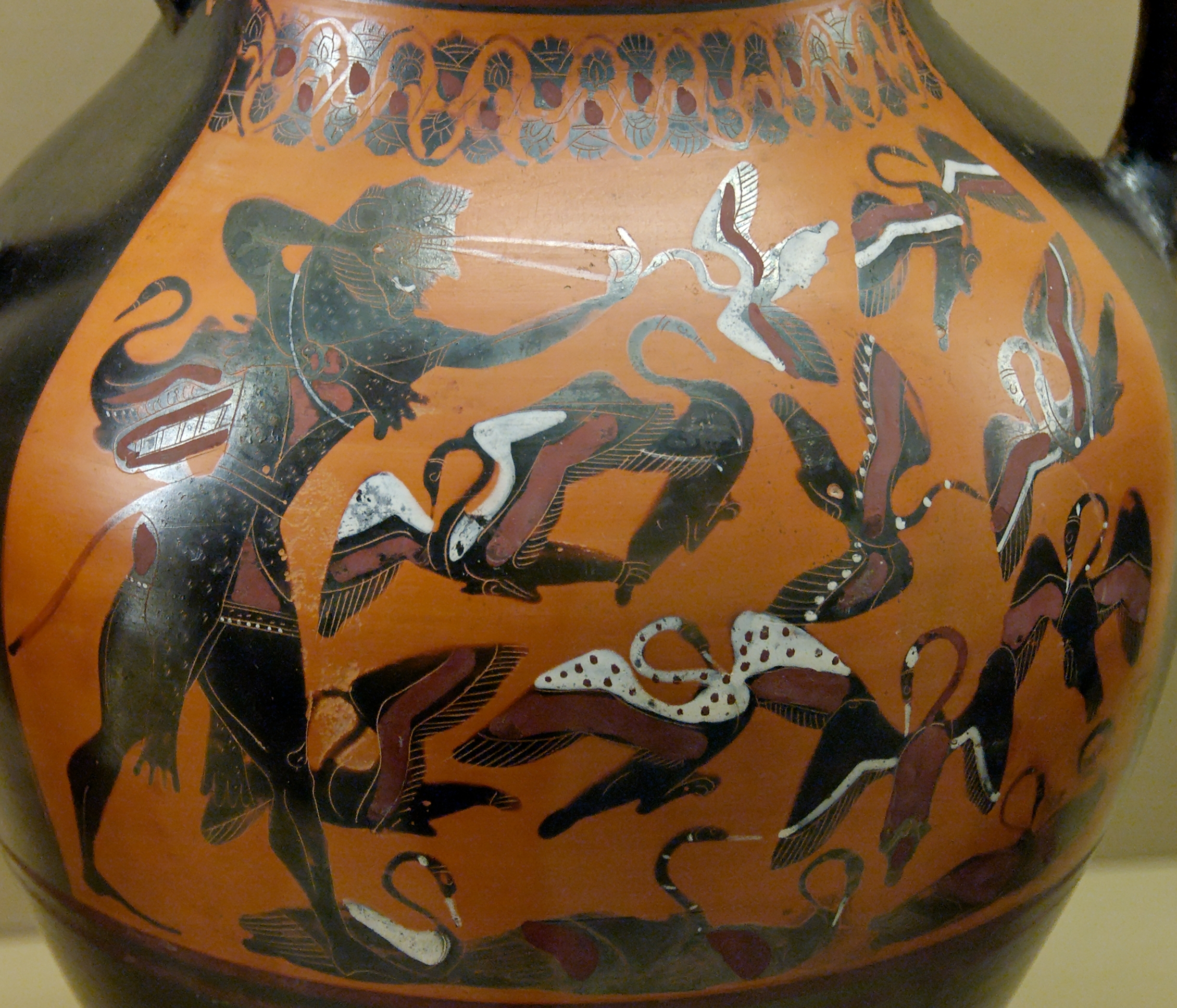
Herakles tötet die stymphalischen Vögel mit seiner Schleuder
Attische Vase, um 540 v. Chr.
British Museum, London

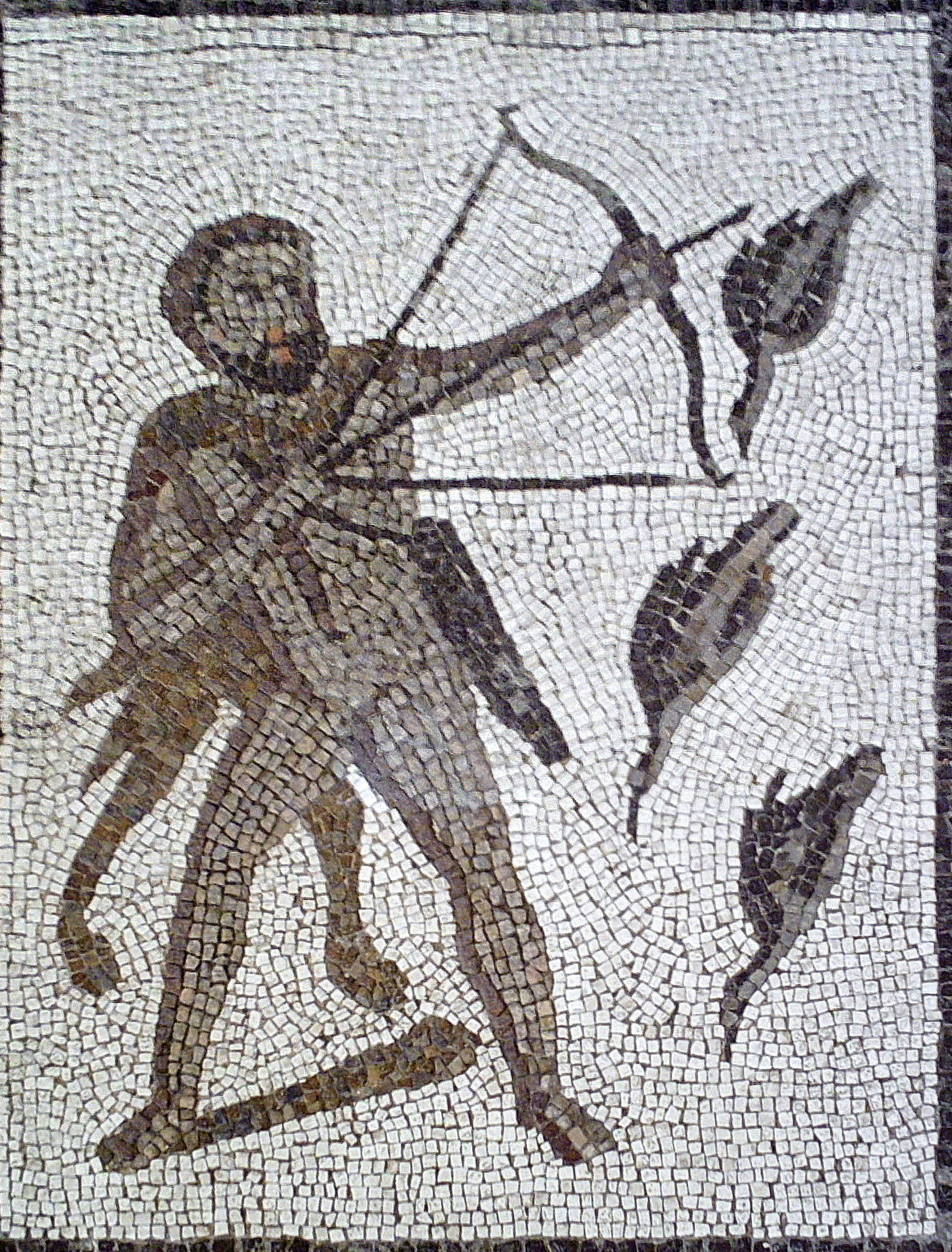
Herakles tötet die stymphalischen Vögel mit einem Bogen
Römisches Mosaik aus Llíria, Valencia, 1. Hälfte des 3. Jahrhunderts n. Chr.
Museo Arqueológico Nacional de España, Madrid

Die Stymphalischen Vögel (altgriechisch Στυμφαλίδες ὄρνιθες Stymphalídes órnithes), auch Stymphaliden genannt, waren kranichgroße Vögel der griechischen Mythologie. Sie wohnten am See Stymphalos in Arkadien und waren eine Plage, da sie ihre ehernen (eisernen) Federn wie Pfeile auf Menschen abschossen und die Ernte vernichteten. Der Held Herakles vertrieb sie bzw. tötete sie größtenteils.

## Sagenversionen
Die Stymphalischen Vögel hatten ihre Nistplätze im Schilf des Sees Stymphalos. Dieses seit Menschengedenken bekannte stehende Gewässer (See ohne oberirdischen Abfluss und mit variierender Wasserfläche) ist auch heute Nist- und Rastplatz endemischer Vögel und von Zugvögeln. Der See liegt in gering besiedelter Gebirgslandschaft in ca. 600 m Höhe, die zu Arkadien gezählt wurde.
Die stymphalischen Vögel besaßen eiserne Schnäbel, Klauen und Flügel und konnten damit sogar die Rüstungen der Krieger durchdringen. Zusätzlich konnten sie ihre metallenen Federn wie Pfeile gezielt auf ihre Opfer abschießen. Die Stymphaliden wüteten unter den Menschen und Tieren Arkadiens.
Herakles bekam im Rahmen der Zwölf Arbeiten von Eurystheus die Aufgabe, die Vögel zu vertreiben. Da aber ihre Zahl außerordentlich groß war, erhielt er von Athene große metallene Klappern, die Hephaistos gefertigt hatte. Durch den Lärm, den der Held durch das permanente Aneinanderschlagen der Klappern verursachte, konnte er die offenbar schreckhaften Vögel verscheuchen. Laut einer anderen Variante des Mythos scheuchte er sie durch den Lärm der Klappern nur auf und tötete sie daraufhin mit seinen Pfeilen. Um sich vor ihren eisernen Federpfeilen zu schützen, benutzte er die beiden Klappern als Schilde. Nachdem er die meisten Vögel getötet hatte, floh der Rest.
Gemäß der Argonautensage wohnten die überlebenden Vögel nach ihrer Vertreibung durch Herakles auf der Insel Aretias oder Aresinsel im Schwarzen Meer. Als sich die Argonauten auf ihrer Fahrt nach Kolchis befanden, weissagte ihnen Phineus, dass sie nach der Vorbeifahrt an den Mossynoiken zu einer einsamen, schon lange von zahlreichen bösartigen Vögeln bewohnen Inseln kämen und diese Vögel mit viel List verjagen würden. Nachdem die Argonauten in die Nähe der Aresinsel gelangt waren, tauchte zuerst ein solcher Vogel auf und schoss eine scharfe Feder auf ihr Schiff, die den Oileus an der linken Schulter verwundete, sodass ihm das Ruder entglitt. Erybotes entfernte die Feder und verarztete die Wunde. Doch es tauchte bereits ein zweiter Vogel auf, den Klytios mit einem Pfeil erlegte, ehe er spitze Federn auf sie schießen konnte. Amphidamas wies darauf hin, dass es so viele dieser Vögel auf der Insel gäbe, dass sie nicht ausreichend Pfeile zu deren Abschuss besäßen. Er selbst habe beobachtet, dass Herakles ebenso wenig mit dieser Methode der Vögel am Stymphalischen See Herr wurde, sondern sie durch den Lärm einer gegen einen Felsen geschlagenen eisernen Klapper vertrieb. Amphidamas riet daher den Argonauten in der Folge, sich Helme mit Büschen aufzusetzen; dann solle ein Teil von ihnen rudern und der andere Lanzen und Schilde über sie halten, um dem Angriff der Vögel standzuhalten. Auch durch lautes Gebrüll sollten sie die Vögel ängstigen. Sobald sie bei der Insel angelangt seien, sollten sie mit ihren Schilden großen Lärm erzeugen. Der Plan des Amphidamas wurde in die Tat umgesetzt, und es gelang den Argonauten, die Vögel, deren abgeschossene Federn an den Schilden abprallten, von der Insel zu vertreiben.
Laut Mnaseas waren die Stymphaliden keine Vögel, sondern Töchter des Stymphalos und der Ornis. Herakles tötete sie, weil sie ihn nicht empfangen, aber die ihm feindlich gesinnten Molionen bewirtet hatten. Am Giebel des Artemistempels von Stymphalos waren sie aber als Vögel dargestellt, und hinter dem Tempel befanden sich Statuen von Jungfrauen mit Vogelfüßen. Der Altphilologe Otto Gruppe hielt die Stymphaliden für Unwetterdämonen.
In der griechischen Bildkunst werden die Klappern von Athene nie dargestellt. Stattdessen wird Herakles immer in dem Moment gezeigt, in dem er die aufgeschreckten Vögel mit einer Schleuder oder mit Pfeil und Bogen erschießt.

## Sternbild
Man nimmt an, dass die Sternbilder Schwan, Geier (heute Leier) und Adler die Stymphaliden repräsentieren und gemeinsam zur Herakles-Familie gehören.